# 齊藤優希
齊藤 優希（さいとう ゆうき、1996年5月18日 - ）は、日本の将棋棋士。北海道札幌市生まれ。深浦康市九段門下。棋士番号は345。

## 人物
- 得意戦法は相掛かり[1]。
- 大工であった祖父の手作り将棋盤に興味を持ったことが将棋を始めたきっかけとなった[1]。
- 将棋教室には6歳から通い始める[2]。テーブルマークこども大会（北海道大会）では2004年と2005年に低学年の部、2007年と2008年に高学年の部で優勝した[3]。奨励会試験を受験するも小学4年から3年連続で不合格[2]。
- 2009年8月、中学1年のときに中学生選抜選手権で優勝[2][4]。これを機に研修会を経て奨励会へ入会[2]。
- 2025年2月16日の奨励会三段リーグ15-16回戦の結果、最終日を待たずに四段昇段を決める。同日実施されていた第74期王将戦七番勝負第4局のタイトル戦中継で、師匠の深浦康市九段が解説を務めており、15回戦終了時点での齊藤の四段昇段達成が師匠から番組放送中に視聴者に報告された[5]。
- 北海高等学校（北海道札幌市）を卒業[6]。同校の卒業者には渡部愛（日本女子プロ将棋協会 LPSA 女流棋士）がいる。
- 北海道出身の将棋棋士は、名寄市出身の石田直裕（2012年10月、四段昇段）以来、12年半ぶりとなる[7]。
- 2025年には、将棋漫画『させば成る』（楢崎壮太）の監修を務める。

## 棋歴
アマチュア棋戦
- 2009年8月、第30回全国中学生選抜将棋選手権大会 男子優勝[2][4]。

研修会・奨励会時代
- 2020年、第51期新人王戦準優勝。
- 2022年、第12期加古川青流戦準優勝。第53期新人王戦ベスト4。
- 2025年2月16日、第76回三段リーグ（2024年度 後期、参加14期目）を15局終了時点で15勝0敗として成績2位以内を確定させるとともに、2025年4月1日付での四段昇段・プロ入りを決めた[1][8][9]。同日の16回戦の対局にも勝利し16勝0敗を達成。三段リーグでの開幕15連勝・16連勝は史上初の記録[8]。
- 2025年3月8日、三段リーグ最終日の17回戦の対局に勝利し開幕17連勝を達成[9][10]（自身の持つ開幕連勝記録を更新）。同日の最終18回戦で敗れため「三段リーグ18局全勝」は達成ならず[11][10]。「三段リーグからの四段昇段」における最年長記録（28歳10か月、現行制度下）（昇段日2025年4月1日時点の年齢）並びに三段リーグ開幕連勝記録（1期のリーグにおいて開幕17連勝）、三段リーグ連勝記録（1期のリーグにおいて17連勝）、三段リーグ通算連勝記録（19連勝、第75回の最終2連勝+第76回開幕17連勝）、奨励会連勝記録（19連勝、二段～7級も全て合わせた連勝記録）を更新。

## 昇段履歴
研修会
- 2009年11月00日：関東研修会 入会（B1クラス）[12]
- 2010年01月00日：関東研修会 A2クラス（奨励会6級編入資格）[12]

奨励会
- 2010年02月11日：6級 = 関東奨励会入会 [1][13]

| - 2010年03月06日：5級（6連勝） - 2010年06月20日：4級（9勝3敗） - 2010年08月25日：3級（9勝3敗） - 2010年12月11日：2級（9勝3敗） - 2011年02月20日：1級（9勝3敗） - 2013年04月29日：初段（12勝4敗） - 2014年02月16日：二段（12勝4敗） |

- 2018年03月21日：三段（14勝5敗、第63回奨励会三段リーグ〈2018年度 前期〉より三段リーグに参加）[1][18]
- 2025年04月01日：四段（第76回三段リーグ成績1位〈17勝1敗=リーグ新〉、現行制度下最年長昇段〈28歳10か月〉） = プロ入り [1][9]

四段昇段以降
- 2025年04月01日：四段 = プロ入り [9][11]

## 主な成績
タイトル棋戦
- 竜王戦：第38期6組（0勝、三段として参加） ／ 過去最高：6組 0勝（第38期、三段当時）
- 順位戦：第84期 C級2組・序列55位 ／ 過去最高：（記録なし）
- 叡王戦：（未参加、第11期より参加予定）
- 王位戦：第67期より参加 ／ 過去最高：（記録なし）
- 王座戦：（未参加、第74期より参加予定）
- 棋王戦：（未参加、第52期より参加予定）
- 王将戦：（未参加、第76期より参加予定）
- 棋聖戦：第97期より参加 ／ 過去最高：（記録なし）

一般棋戦・若手棋戦
- 朝日杯：第19回より参加 ／ 過去最高：（記録なし）
- 銀河戦：（未参加、第34期より参加予定）
- NHK杯：（未参加、第76回より参加予定）
- 新人王戦：第54期 1勝（2023年度、三段として参加）・第55-56期出場なし ／ 過去最高：準優勝（第51期、三段当時）
- 加古川青流戦：第15期 2回戦敗退（0勝） ／ 過去最高：準優勝（第12期、三段当時）

### 在籍クラス
| 開始 年度 | (出典)順位戦出典 | (出典)順位戦出典 | (出典)順位戦出典 | (出典)順位戦出典 | (出典)順位戦出典 | (出典)順位戦出典 | (出典)順位戦出典 | (出典)順位戦出典 | (出典)竜王戦出典 | (出典)竜王戦出典 | (出典)竜王戦出典 | (出典)竜王戦出典 | (出典)竜王戦出典 | (出典)竜王戦出典 | (出典)竜王戦出典 | (出典)竜王戦出典 | (出典)竜王戦出典 | (出典)竜王戦出典 |
| 開始 年度 | 期               | 名人             | A級              | B級              | B級              | C級              | C級              | 0                | 期               | 竜王             | 1組              | 2組              | 3組              | 4組              | 5組              | 6組              | 決勝 T           |                  |
| 開始 年度 | 期               | 名人             | A級              | 1組              | 2組              | 1組              | 2組              | 0                | 期               | 竜王             | 1組              | 2組              | 3組              | 4組              | 5組              | 6組              | 決勝 T           |                  |
| --- | ---------------- | ---------------- | ---------------- | ---------------- | ---------------- | ---------------- | ---------------- | ---------------- | ---------------- | ---------------- | ---------------- | ---------------- | ---------------- | ---------------- | ---------------- | ---------------- | ---------------- | ---------------- |
| 2024 |                  | （四段昇段前）   | （四段昇段前）   | （四段昇段前）   | （四段昇段前）   | （四段昇段前）   | （四段昇段前）   | （四段昇段前）   | 38               |                  |                  |                  |                  |                  |                  | 6組三段          | --               | 0-1/昇0-0        |
| 2025 | 84               |                  |                  |                  |                  |                  | C255             | -                | 39               |                  |                  |                  |                  |                  |                  | 6組              | --               | -                |
| 順位戦、竜王戦の 枠表記 は挑戦者。右欄の数字は勝-敗(番勝負/PO含まず)。 順位戦の右数字はクラス内順位 ( x当期降級点 / *累積降級点 / +降級点消去 ) 順位戦の「F編」はフリークラス編入 /「F宣」は宣言によるフリークラス転出。 竜王戦の 太字 はランキング戦優勝、竜王戦の 組(添字) は棋士以外の枠での出場。 |                  |                  |                  |                  |                  |                  |                  |                  |                  |                  |                  |                  |                  |                  |                  |                  |                  |                  |

### 年度別成績
| 年度                                                               | 対局数 | 勝数 | 負数 | 勝率   | (出典) |
| ------------------------------------------------------------------ | ------ | ---- | ---- | ------ | ------ |
| 2018年度                                                           | 1      | 0    | 1    | 0.0000 | [ 21 ] |
| 2019年度                                                           | 4      | 3    | 1    | 0.7500 | [ 22 ] |
| 2020年度                                                           | 7      | 5    | 2    | 0.7143 | [ 23 ] |
| 2021年度                                                           | 4      | 2    | 0    | 0.5000 | [ 24 ] |
| 2022年度                                                           | 10     | 7    | 3    | 0.7000 | [ 25 ] |
| 2023年度                                                           | 2      | 0    | 2    | 2.0000 | [ 26 ] |
| 2024年度                                                           | 3      | 1    | 2    | 0.3333 | [ 27 ] |
| 合計                                                               | 31     | 18   | 13   |        |        |
| 2025年4月1日 四段昇段 四段昇段前の成績（棋士通算成績の合算対象外） |        |      |      |        |        |